# Ruta de Nueva Jersey 55
La Ruta 55 es una carretera estatal de acceso limitado en Nueva Jersey. La ruta es 40.54-millas (65.24 km) de longitud y va de Ruta de Nueva Jersey 47 en Municipio de Maurice Ruver, Condado de Cumberland norte a Ruta de Nueva Jersey 42 en Municipio de Deptford, Condado de Gloucester.